# タンフードン県
タンフードン県（タンフードンけん、ベトナム語：Huyện Tân Phú Đông / 縣新富東?）は、ベトナム社会主義共和国ティエンザン省の県。面積は202.08km²、人口は40,501人（2013年）である。

## 行政区画
6社から構成される。